# Campionato panellenico di pallacanestro 1953-1954
Il campionato panellenico 1953-1954 è stata la 15ª edizione del massimo campionato greco di pallacanestro maschile. La vittoria finale è stata ad appannaggio del Panathīnaïkos.

## Risultati

### Stagione regolare

#### Gruppo A
|    | Squadra        | G | V | P | PF  | PS  | Pt. | Qualificazione |
| -- | -------------- | - | - | - | --- | --- | --- | -------------- |
| 1. | Panathīnaïkos  | 4 | 4 | 0 | 316 | 184 | 12  | girone finale  |
| 2. | Panellīnios    | 4 | 3 | 1 | 303 | 232 | 10  | girone finale  |
| 3. | PAOK Salonicco | 4 | 2 | 2 | 240 | 267 | 8   |                |
| 4. | ΕΑ Patrasso    | 4 | 1 | 3 | 239 | 276 | 6   |                |
| 5. | Diagoras Rodi  | 4 | 0 | 4 | 154 | 293 | 4   |                |

#### Gruppo B
|    | Squadra       | G | V | P | PF  | PS  | Pt. | Qualificazione |
| -- | ------------- | - | - | - | --- | --- | --- | -------------- |
| 1. | Olympiakos    | 2 | 2 | 0 | 133 | 117 | 6   | girone finale  |
| 2. | XAN Salonicco | 2 | 1 | 1 | 117 | 115 | 4   | girone finale  |
| 3. | Tríton        | 2 | 0 | 2 | 129 | 147 | 2   |                |

### Girone finale
|    | Squadra       | G | V | P | PF  | PS  | Pt. |
| -- | ------------- | - | - | - | --- | --- | --- |
| 1. | Panathīnaïkos | 3 | 3 | 0 | 170 | 138 | 9   |
| 2. | Panellīnios   | 3 | 2 | 1 | 205 | 211 | 7   |
| 3. | Olympiakos    | 3 | 1 | 2 | 174 | 180 | 5   |
| 4. | XAN Salonicco | 3 | 0 | 3 | 190 | 210 | 3   |

| Campionato panellenico 1953-1954 |
| -------------------------------- |
| Panathīnaïkos 5º titolo          |

## Formazione vincitrice
| N° | Naz.              | Ruolo | Sportivo           |  | Alt. |  |
| -- | ----------------- | ----- | ------------------ |  | ---- |  |
|    | Grecia (bandiera) | C     | Faidōn Matthaiou   |  |      |  |
|    | Grecia (bandiera) |       | Stelios Arvanitīs  |  |      |  |
|    | Grecia (bandiera) |       | Nikos Mīlas        |  |      |  |
|    | Grecia (bandiera) |       | Panos Koukopoulos  |  |      |  |
|    | Grecia (bandiera) |       | Stelios Tavoularis |  |      |  |
|    | Grecia (bandiera) |       | Giorgos Oven       |  |      |  |
|    | Grecia (bandiera) |       | Alekos Karalis     |  |      |  |
|    | Grecia (bandiera) |       | Giannis Malakates  |  |      |  |
|    | Grecia (bandiera) |       | Yiaximis           |  |      |  |
|    | Grecia (bandiera) |       | Varias             |  |      |  |
|    | Grecia (bandiera) |       | Konidis            |  |      |  |
|    | Grecia (bandiera) |       | Yianopoulos        |  |      |  |
|    | Grecia (bandiera) |       | Stamatiou          |  |      |  |
|    | Grecia (bandiera) |       | Kimanis            |  |      |  |
|    | Grecia (bandiera) | All.  |                    |  |      |  |